# 아우시르 지 올리베이라 폰세카
아우시르 지 올리베이라 폰세카(포르투갈어: Alcir de Oliveira Fonseca, 1977년 11월 14일 ~ )는 브라질 출신의 축구 선수이다.
2002년 성남 일화 천마에 입단하여 2002 시즌 한 시즌 동안 활약하였다. K리그에서 등록명은 올리베를 사용하였다